# Собачье сердце (мини-альбом)
Собачье сердце — второй мини-альбом в дискографии группы «Тараканы!». C 31 декабря 2010 года альбом был доступен в цифровом формате на ThankYou.ru.
Рецензент Rolling Stone Russia Андрей Бухарин выделяет заглавную композицию «Собачье сердце», по его мнению она отсылает к хрестоматийной песне «I Wanna Be Your Dog» Игги Попа.

## Список композиций
1. «Собачье сердце» (Д. Спирин / Д. Кежватов) — 3:51
2. «Дети внезапной свободы» (Д. Спирин / Тараканы!) — 2:41
3. «В день, когда я сдался» (Д. Спирин / Тараканы!) — 3:35
4. «Крысиные гонки» (Д. Спирин / Д.Хромых,Д.Кежватов) — 3:50

## Музыканты
- Дмитрий Спирин — вокал
- Денис Хромых — гитара
- Василий Лопатин — гитара
- Андрей Шморгун — бас-гитара
- Сергей Прокофьев («Тараканы!») — ударные.